# Хадфи, Даниэль
Даниэль Хадфи (венг. Dániel Hadfi; род. 13 мая 1982, Будапешт) — венгерский дзюдоист, чемпион и призёр чемпионатов Венгрии и Европы, призёр чемпионата мира, участник летних Олимпийских игр 2008 года в Пекине.

## Биография
Выступал в средней (до 90 кг) и полутяжёлой (до 100 кг) весовых категориях. Чемпион (2002 и 2004 годы), серебряный (2001 год) и бронзовый (2003 год) призёр чемпионатов Венгрии. Чемпион (2007 год) и серебряный призёр (2006 год) континентальных чемпионатов. Бронзовый призёр чемпионата мира 2007 года.
На Олимпиаде 2008 года в Пекине Хадфи выступал в полутяжёлом весе. Хадфи чисто победил ливанца Мохамеда Бен Салеха и камерунца Фрэнка Муссиму, но потом также чисто проиграл казахстанцу Асхату Житкееву. В утешительной схватке Хадфи победил Амеля Мекича, но затем проиграл поляку Пржемыславу Матяшеку и выбыл из борьбы за медали, став в общем итоге седьмым.